# 쿠아우테목

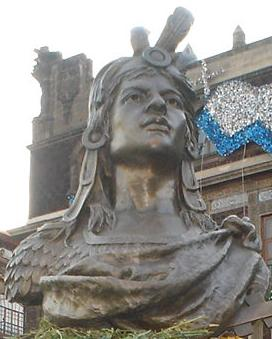
멕시코시티에 있는 쿠아우테목 흉상

쿠아우테목(Cuauhtémoc, 1502년 - 1525년 2월 28일) 또는 과티모신(Guatimozin)은 아스텍 제국의 제11대 황제로 마지막 황제이다. 그는 몬테수마 2세의 친척이자 사위였다. 쿠아우테목이라는 이름의 의미는 독수리 같은 후손이라는 뜻의 나우아틀어로, 영어에서 추락하는 독수리(Falling Eagle)로 해석하는 것은 오류이다.
몬테수마 2세와의 정확한 관계는 알려지지 않았으나 보통, 악사카야틀의 아들이자 몬테수마 2세의 형제(이름 미상)의 아들이라는 설과 몬테수마 2세의 삼촌인 8대 황제 아우이트소틀의 손자라는 설이 있다. 그는 친척인 목테수마 2세의 딸로 도나 이사벨 목테수마(Doña Isabel Moctezuma)로 알려진 테추키포(Tecuichpo)와 결혼하였다.
쿠아우테목은 1520년 몬테수마의 후계자 쿠이틀라우악이 천연두로 죽은 뒤 황제가 되었다. 그러나 그는 18세의 어린 전사였고, 일부 귀족들은 황제로 인정하지 않거나 정통성에 의문을 제기하였다. 그 무렵 막강한 인디오 내부의 동맹세력을 가지고 있던 에르난 코르테스가 아스텍의 수도인 테노치티틀란으로 진군해오고 있었다. 1521년 쿠아우테목의 국경 수비군은 후퇴하지 않을 수 없었다. 쿠아우테목은 포위공격에 맞서 4개월간 수도를 방어했으나 도시의 대부분이 파괴되고 인디오들은 거의 전멸했다. 스페인군에 붙잡힌 그는 처음에는 예우를 받았으나, 나중에는 아스텍의 보물이 숨겨진 곳을 대라는 고문을 당했다. 모진 고문에도 불구하고 끝내 입을 열지 않은 그의 극기는 전설이 되었다. 쿠아우테목을 남겨두고 떠날 경우 후환을 우려한 코르테스는 그를 온두라스로 데리고 가던 중 스페인을 겨냥한 음모가 있다는 소식을 듣고 쿠아우테목을 교수형에 처하도록 지시했다. 1949년 멕시코 익스카테오판에서 그의 것으로 보이는 유골이 발굴되었다.
그가 전사한 뒤 아즈텍은 스페인의 직할 식민지가 되었고, 스페인은 아즈텍의 왕족 출신인 틀라코친을 통치자로 삼았다.

## 같이 보기
- 아즈텍 문명
- 몬테수마 2세
- 케찰코아틀
- 에르난 코르테스
- 테추키포